# Ermita de la Memoria (Nazaré)

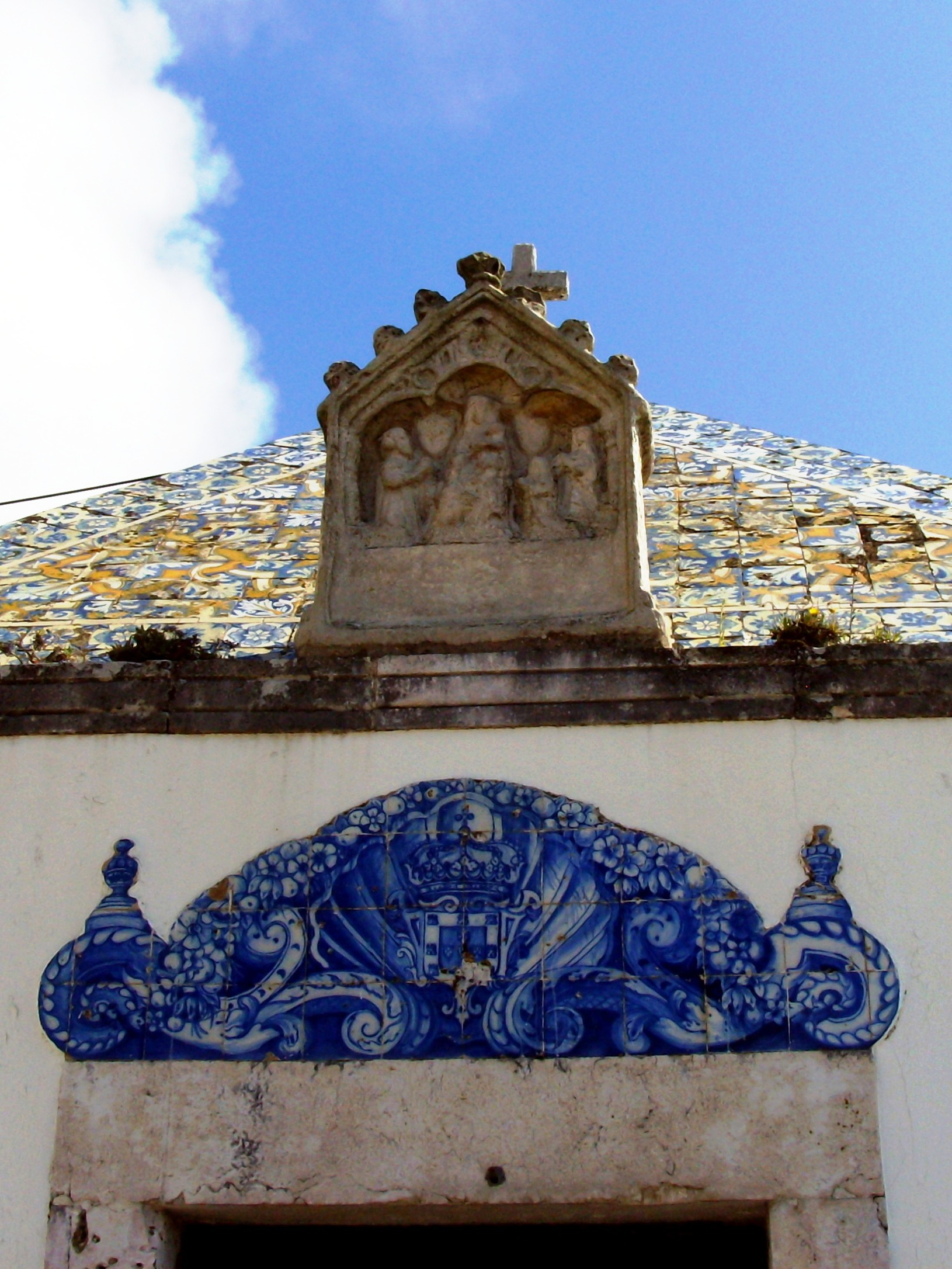
Ermida da Memória: detalhe.

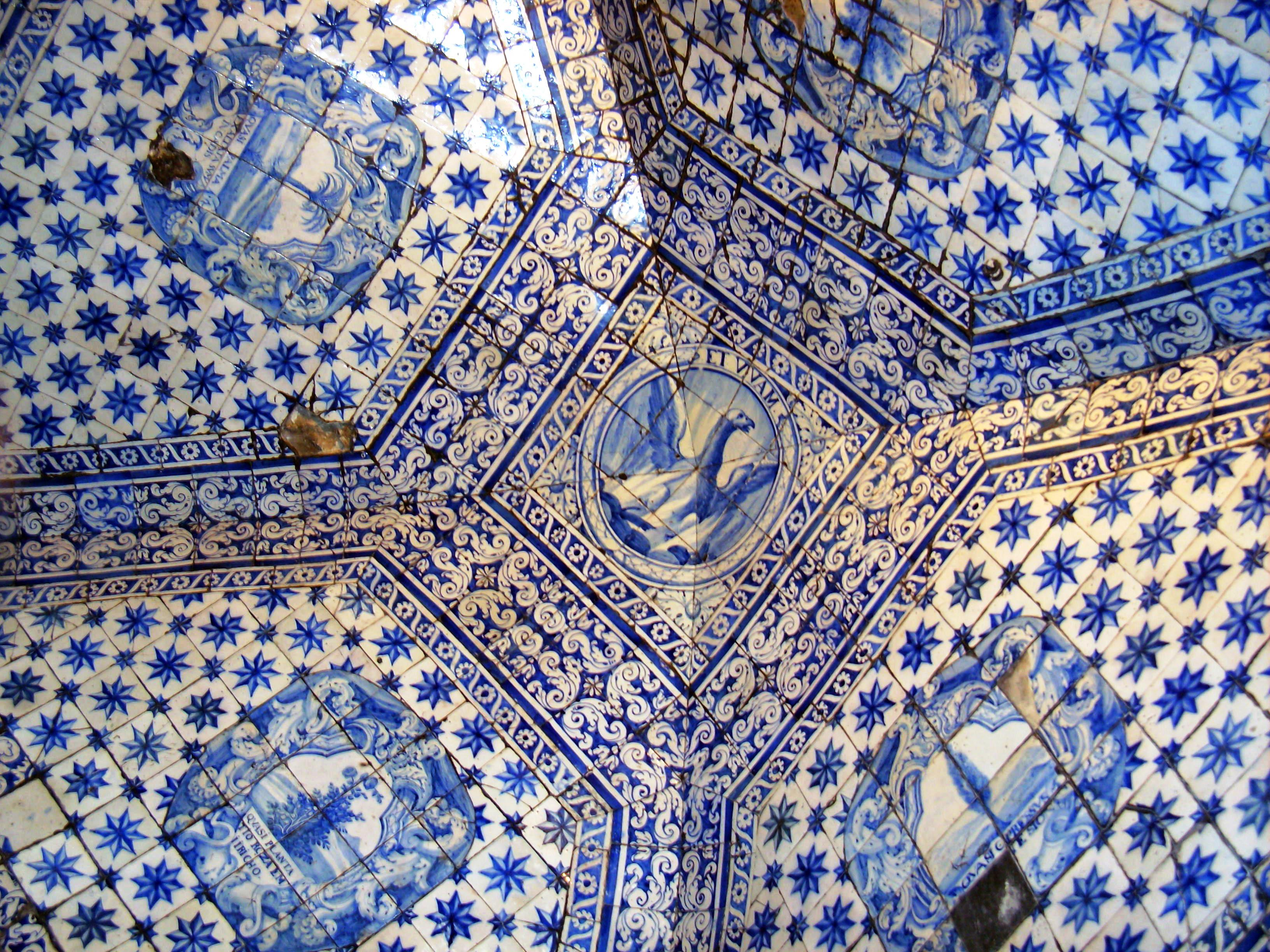
Ermida da Memória: azulejos no interior da cúpula do pavimento térreo.

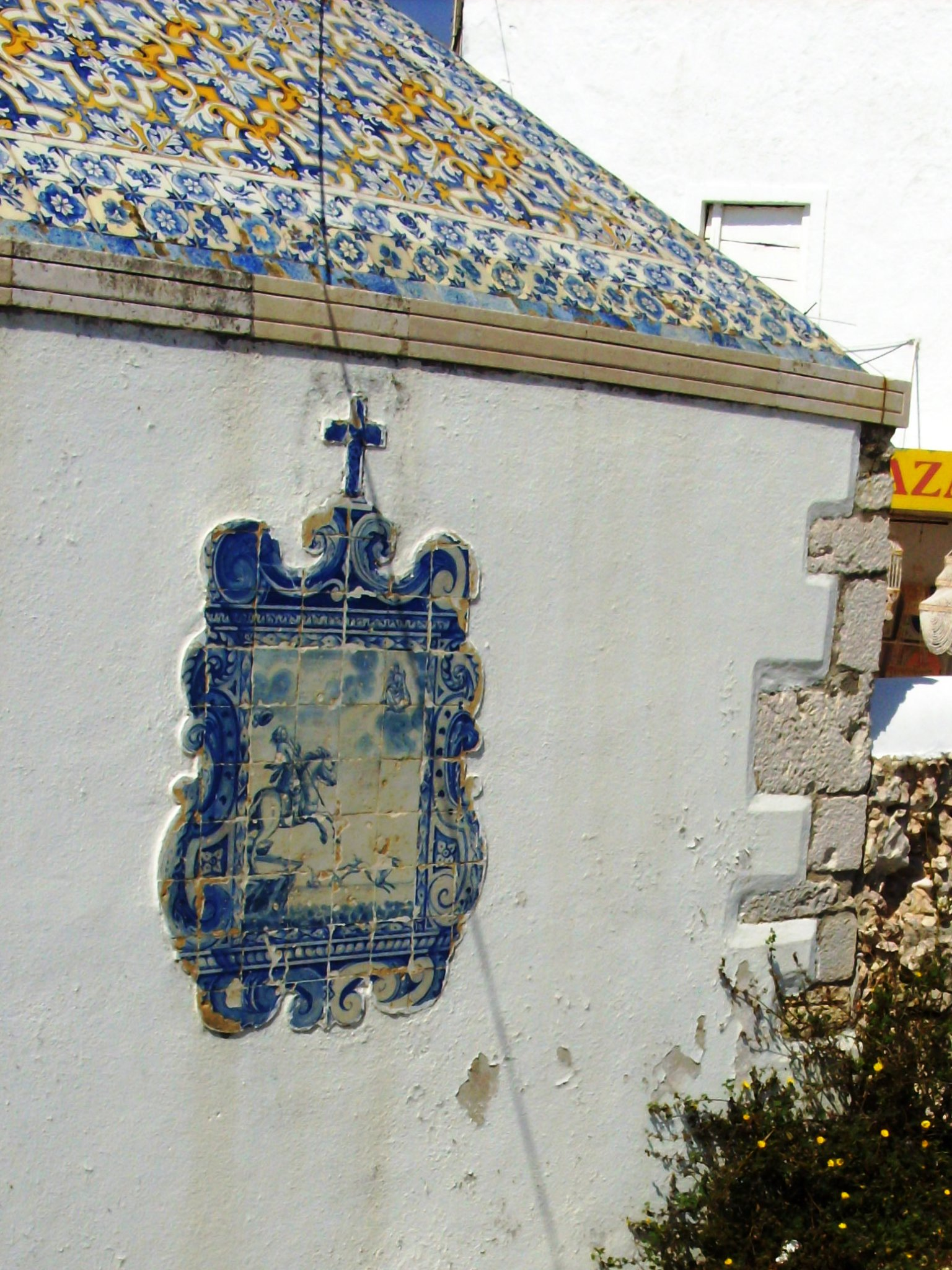
Ermida da Memória: alçado sul com painel de azulejos.

La Ermida da Memória, también llamada Capilla de la Memoria, está situada en Sitio de Nazaré, en la villa de Nazaré, la sede del municipio del mismo nombre, en la región del Oeste de Portugal.

## Historia
La ermita fue erigida en 1182 en una gruta donde, durante el período del  dominio musulmán, había una imagen de una  Virgen Negra,  Nuestra Señora de Nazaré, sentada amamantando al  Niño Jesús.
Su construcción está ligada a la figura de Don Fuas Roupinho y al episodio de Leyenda de Nazaré. Luego presentó la estructura en forma de un simple porche, con los lados abiertos en forma de arco.
En el siglo XIV se levantaron los arcos primitivos y la ermita se decoró con esculturas de piedra en el exterior, que han desaparecido.

## Características
El edificio tiene un techo cuadrado y  piramidal.
En el exterior, los lados de la ermita tienen cuatro metros y medio de ancho por tres metros de alto hasta que comienza la pirámide.
En la puerta hay un panel de azulejos con el escudo de Portugal inscrito dentro de una concha. Situada en la clave arco, sobre la puerta, hay una edículo de piedra con  decoración gótica de finales del siglo XIV, donde está tallada la imagen de Nuestra Señora de Nazaret, en bajorrelieve, flanqueada por tres figuras de rodillas, muy dañadas por la acción del tiempo.
En la pared sur, en el acantilado, otro panel de azulejos recuerda el milagro de D. Fuas.
El techo piramidal está totalmente  embaldosado y en el vértice tiene un calvario, coronada por una cruz de piedra.
El interior de la ermita está dividido en dos pisos, donde las paredes y bóvedas están cubiertas con azulejos de principios del siglo XVIII. En el piso superior hay un altar con azulejos que datan de 1702. En las paredes laterales hay dos grandes losas inscritas con la historia de la imagen. La bóveda piramidal tiene en el centro un panel cuadrado con la representación de Fénix, que simboliza la esperanza de vida después de la muerte, con la leyenda ET VIVAM que puede traducirse como Vivamos así. Los lados de la pirámide tienen cuatro paneles incrustados en épocas posteriores, pintados con una rosa, una  palma, un cedro, un ciprés y versículos bíblicos dedicados a la  Virgen María, en los que se comparan las características de estas plantas con las virtudes de la Virgen.
El piso inferior, con una pequeña ventana sobre el abismo, está cubierto con una bóveda con un panel que representa el «milagro de D. Fuas». Da acceso a la entrada de la cueva donde se conservó la imagen de Nuestra Señora de Nazaret, desde 711 hasta 1182, año en que se construyó la capilla en la cueva, que luego fue olvidada a lo largo de los siglos.

## Leyenda
Según la leyenda, la «Ermita de la Memoria» fue construida por orden del caballero Dom Fuas Roupinho en 1182 después de que Nuestra Señora de Nazaré lo salvara de caer por el acantilado cuando seguía a un ciervo a caballo. Ocurrió donde la estatua original de Nuestra Señora, esculpida por San José en su presencia y luego pintada por San Lucas, fue colocada junto a un pequeño altar por Roderic, rey de los visigodos. La estatua fue traída a este lugar por Roderic en el 714 junto con un monje romano del monasterio situado cerca de la ciudad de  Mérida después de la  derrota de Guadalete. Cuando el monje murió, Roderic colocó la estatua en un altar en la gruta donde el monje fue enterrado. Por lo tanto, la estatua se conservó durante siglos de dominio musulmán en esta región. Esta imagen fue encontrada en una cueva en 1179 sobre la que D.F. Roupinho hizo construir la ermita en 1182 al borde del acantilado. En 1616 un historiador del Reino, Bernardo de Brito visitó Sitio para cumplir un voto, donde intentó encontrar la cueva en la que se encontró la imagen. Según las leyendas, quien intentó entrar demasiado dentro de la cueva, desapareció. Una vez un sacerdote acompañado de su perro intentó entrar en la cueva atado a una larga cuerda y nunca volvió, por lo que se construyó un muro para impedir el acceso a la parte más remota de la cueva y se colocaron rejas en su entrada. Los visitantes sólo pueden ver la entrada de la cueva en la que hay un nicho con la imagen de Nuestra Señora.

## La cueva de Nazaret
A finales del siglo XVI, Bernardo de Brito localizó en la oficina de registro del monasterio de Alcobaça una copia de la donación territorial hecha por D. Fuas Roupinho a Nuestra Señora de Nazaré, fechada en 1182, en la que se leía que había una cueva bajo la ermita. Los religiosos fueron entonces a Sitio de Nazaré, obtuvieron la ayuda de otros devotos y juntos cavaron el sótano de la capilla donde descubrieron la cueva, que a partir de entonces se hizo visible.
Según una tradición local, en tiempos pasados varias personas se aventuraron demasiado lejos en la cueva y desaparecieron. Para aclarar este misterio un sacerdote estuvo dispuesto, atado a una larga cuerda y acompañado por su perro, a entrar en la cueva, pero aun así, nunca regresó. Por esta razón se construyó un muro para impedir el acceso a la parte más remota de la cueva y se colocaron barras en su entrada.
Hoy en día los visitantes sólo pueden ver la entrada de la cueva, sobre la cual hay un nicho donde se exhibe una réplica de la imagen de la Señora de Nazaré.

## Galería

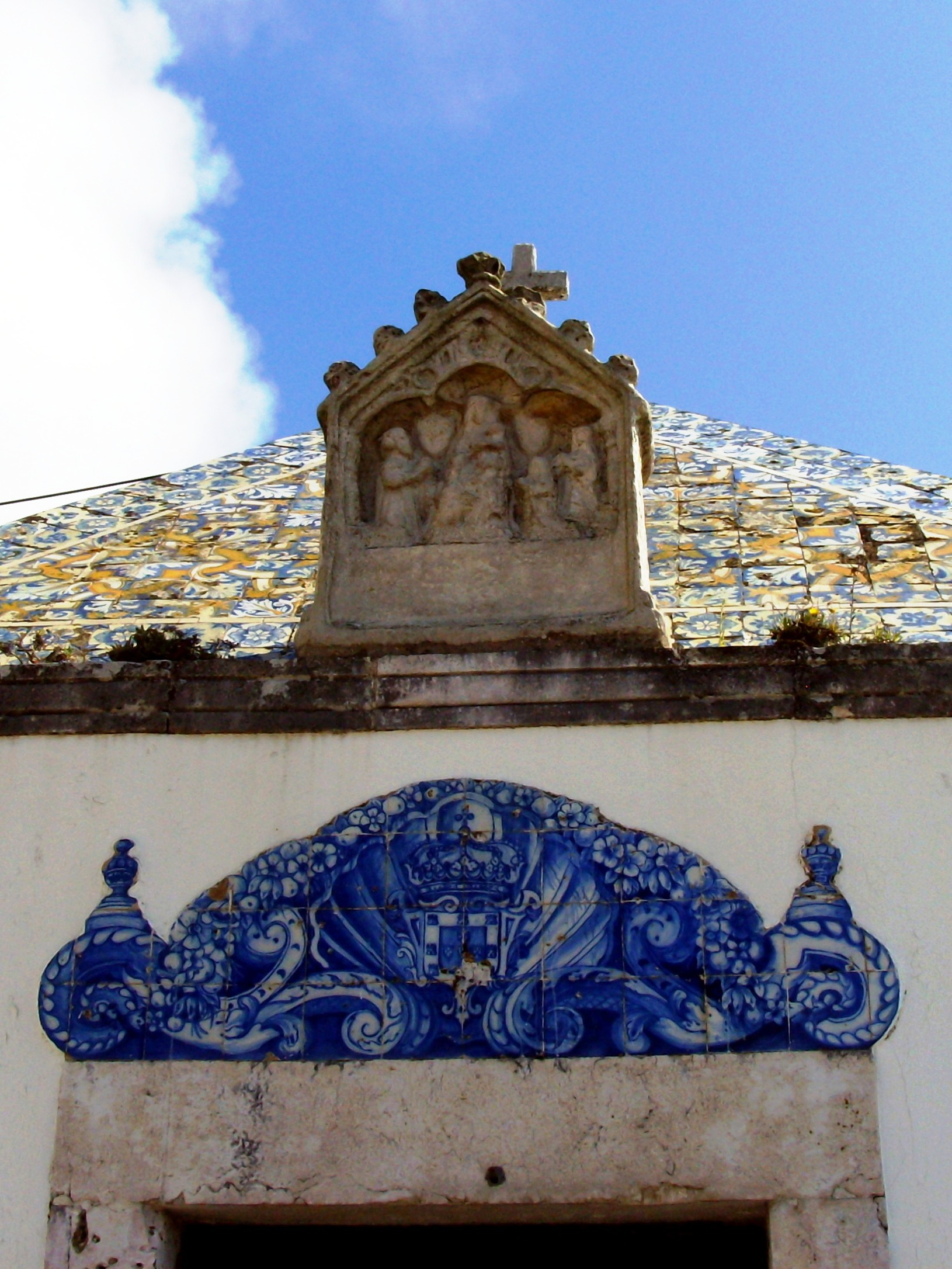
Entrada de la Ermita de la Memoria de Nazaré
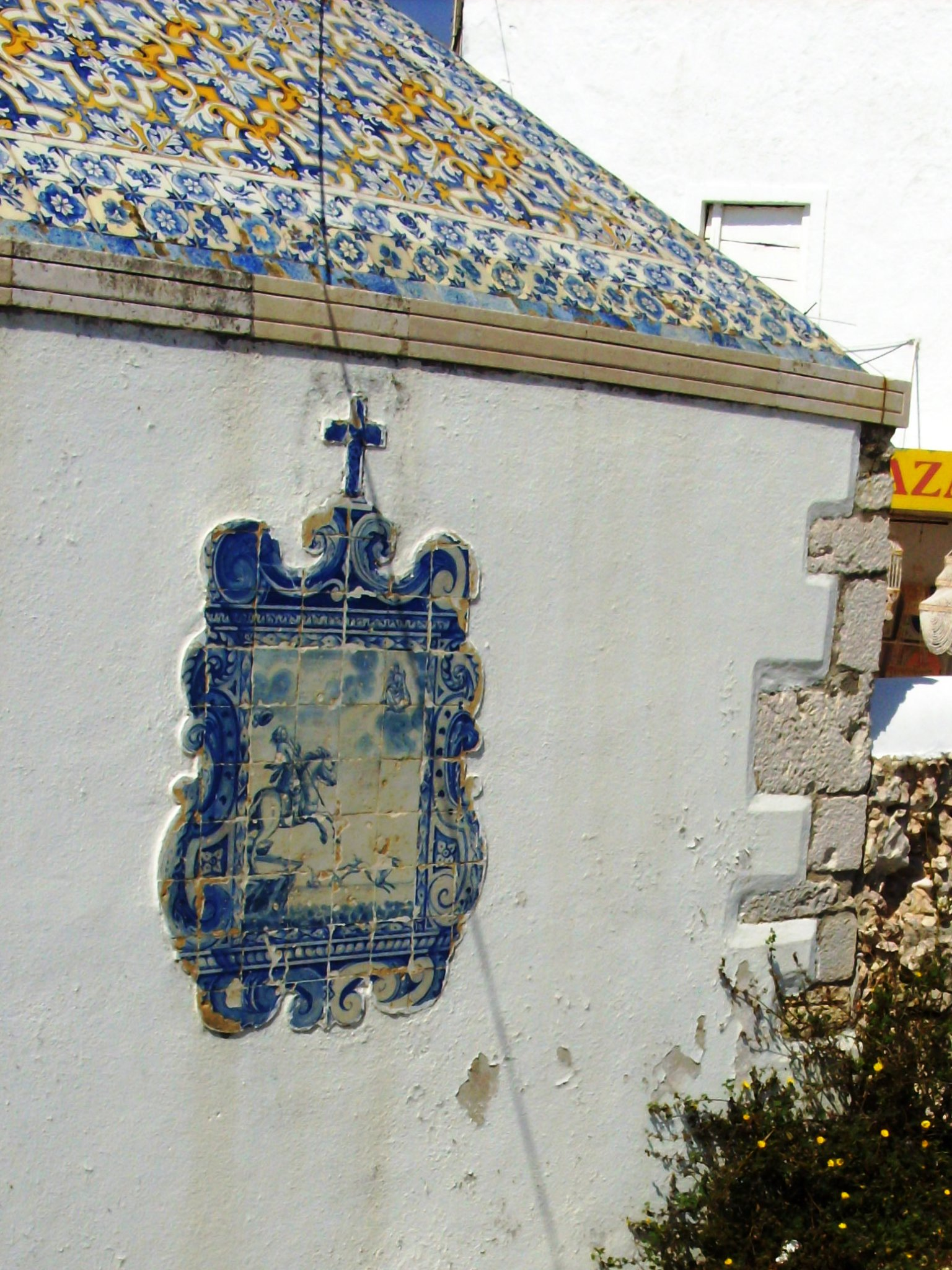
Fachada de la Ermita de la Memoria de Nazaré
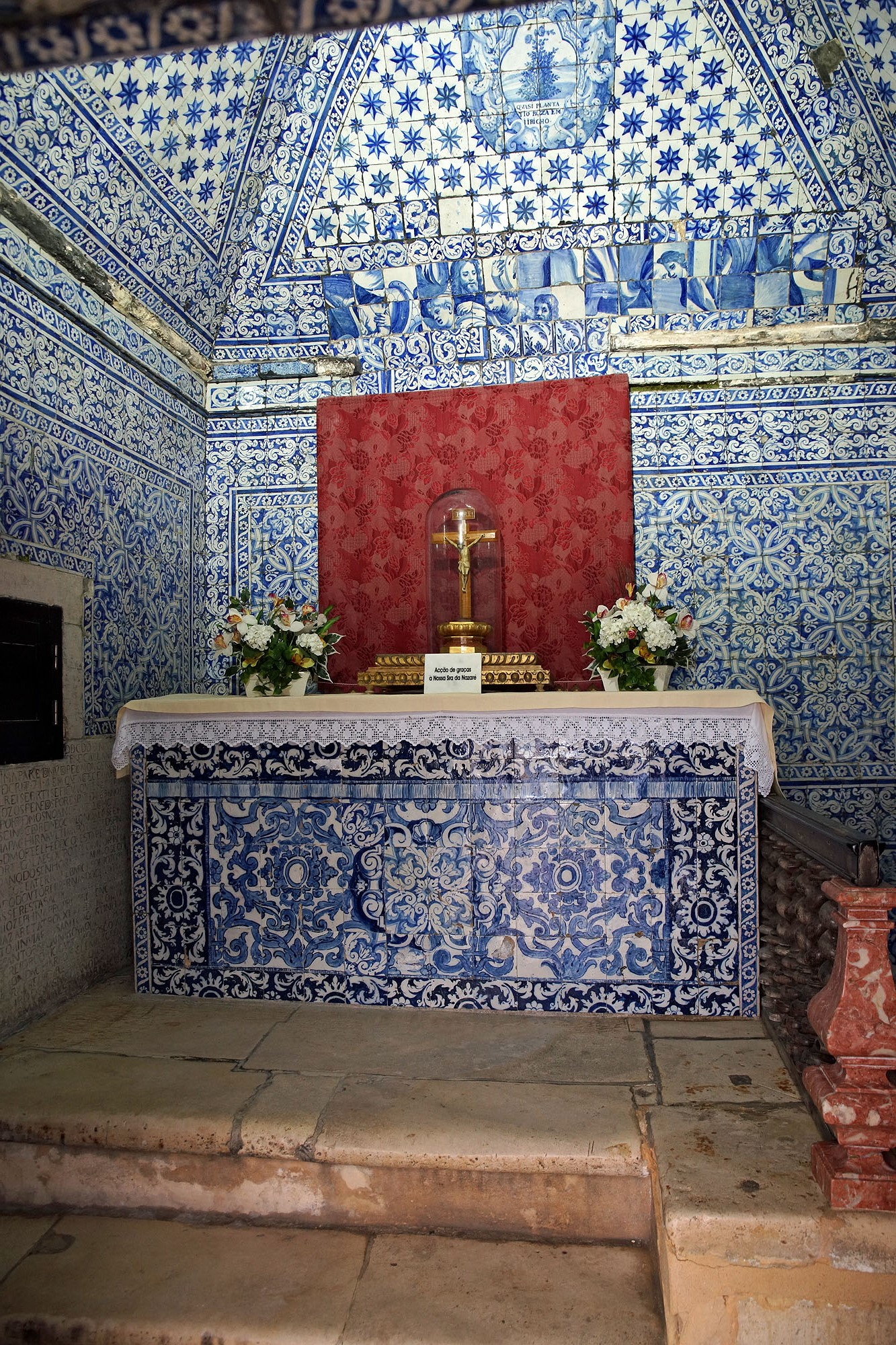
Interior de la ermita de la Memoria
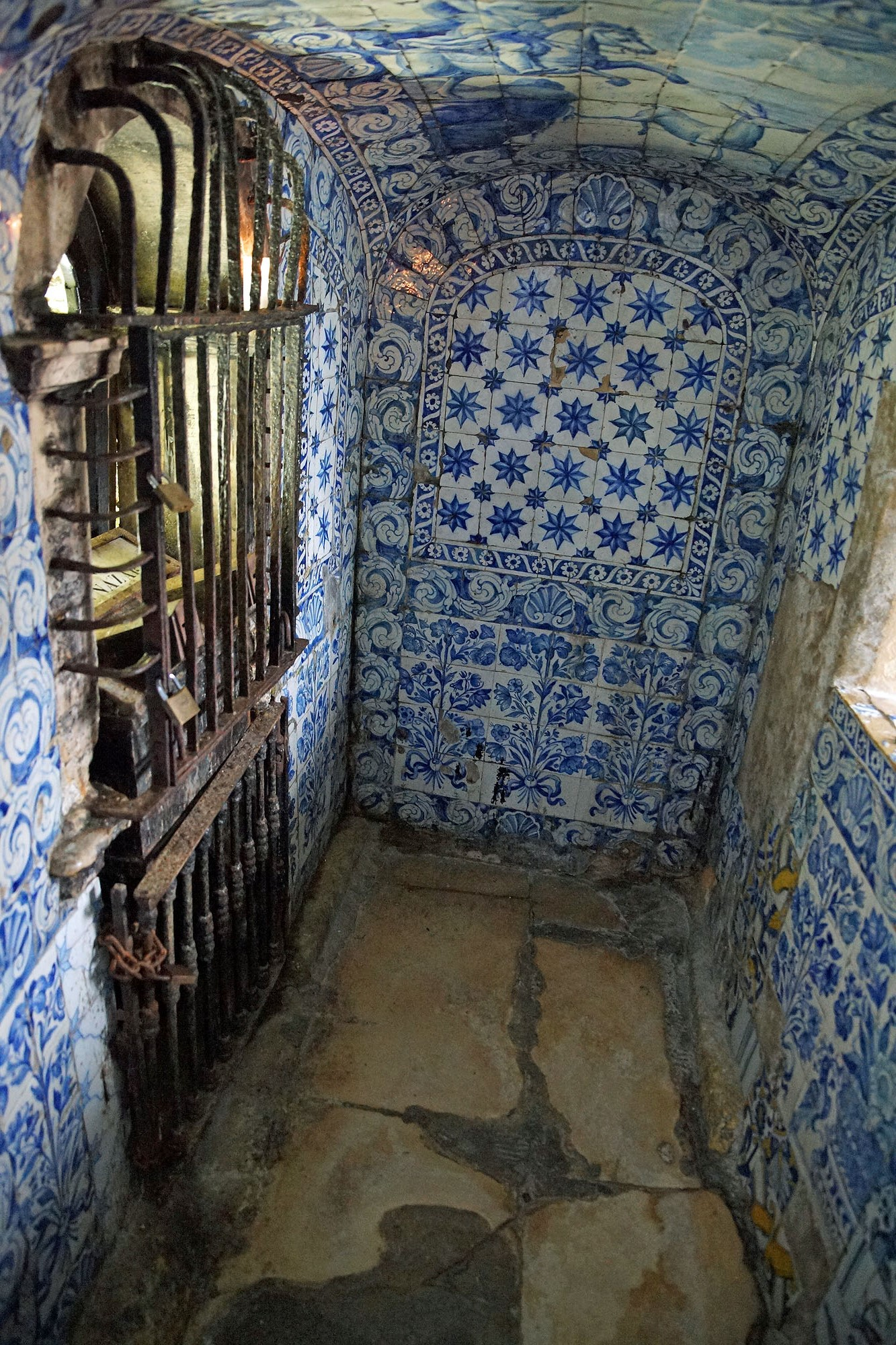
Planta baja de la ermita de la memoria
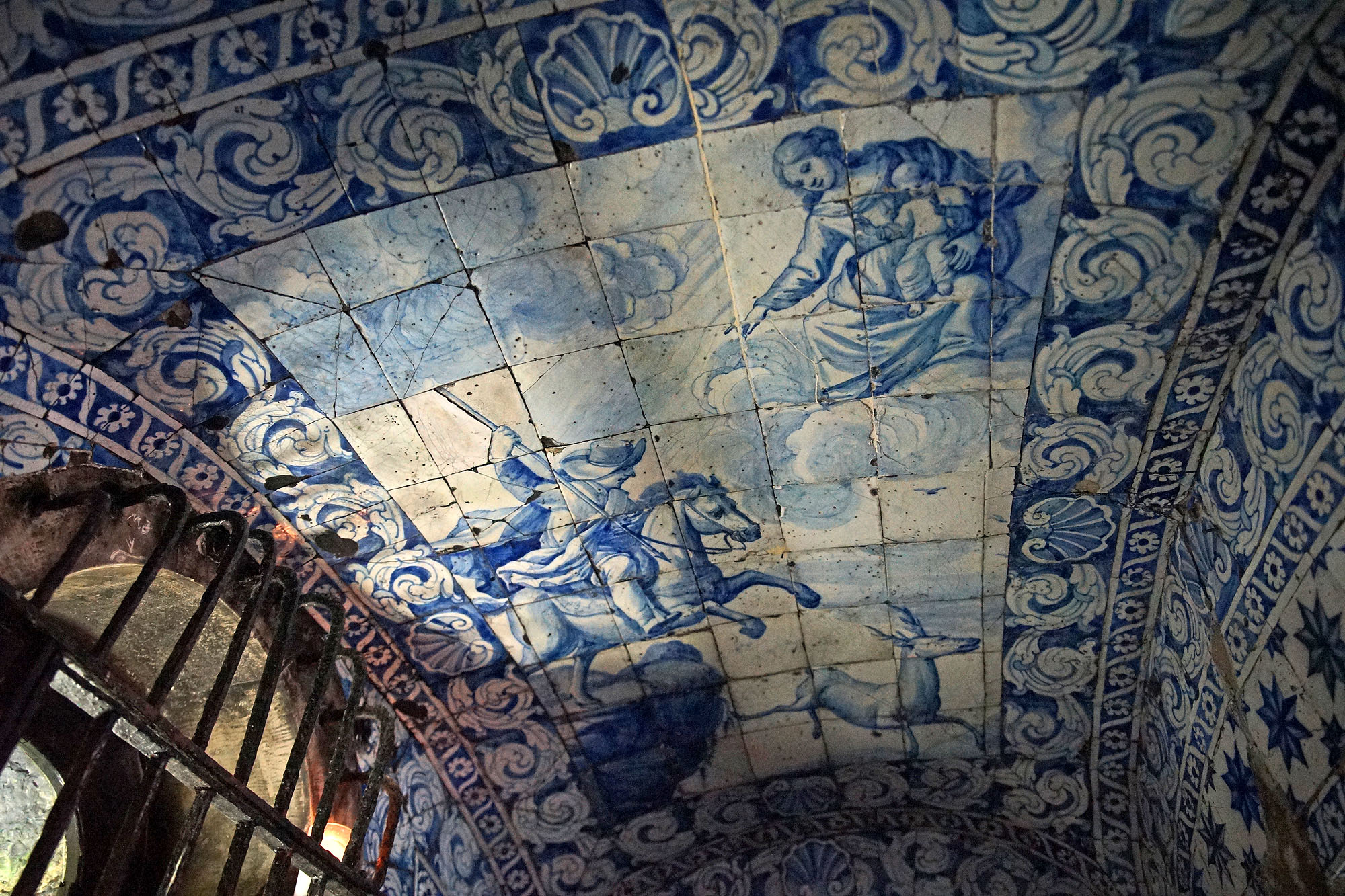
Panel de mosaicos que ilustra la leyenda